# とみさわ昭仁
とみさわ 昭仁（とみさわ あきひと、本名：富沢 昭仁（とみざわ あきひと）、1961年8月3日 - ）は、日本のゲームシナリオライター・芸能ライター・デザイナー。東京都墨田区出身。

## 来歴
テクニカルイラストレーターとして会社勤務の傍ら、ミニコミ『よい子の歌謡曲』に投稿者として参加したのちにスタッフとして加入、その活動に目をとめた『季刊リメンバー』の高護の紹介でライターの仕事をするようになる。その後、会社を退社し正式にフリーライターとなった。当初は雑誌でアイドルへのインタビューや記事を担当していたが、『スコラ』誌のゲーム記事を担当したのがきっかけでゲーム関連の仕事も始めるようになった。
『ファミコン通信』で「ファミコン出前一丁」などのコーナーを担当。この時代に『ファミコン通信』で仕事をしていた田尻智と面識を得て、自らの事務所スタジオパレットを解散。田尻が代表を務める株式会社ゲームフリークに1991年夏から契約社員として所属し、ゲーム関係の記事を引き続き執筆。1992年4月には正社員になり、出版部主任を務めた。
『週刊少年ジャンプ』のコンピュータゲーム紹介記事『ファミコン神拳』には「カルロス」という外国人のキャラクター設定で参加した。
2009年にゲームフリークを退社し、再びフリーに。
2012年より珍本メインの古書店「マニタ書房」を経営するも、2019年3月末に閉店。

## 人物
「プロ・コレクター」「蒐集原人」「日本一ブックオフに通う男」を自称。古本・映画グッズをはじめ、アイドル・歌謡曲や覆面歌手のレコード、トレーディングカードなどのコレクター。
ゲームシナリオ等の他、ゲーム攻略本や自身のコレクションに関する記事・書籍を多数執筆。
音曲師の小梅美ゆ紀（元落語芸術協会所属）は、墨田区立両国中学校の同級生。

## 制作に携わったゲーム
- 『ファミリートレーナー エアロビスタジオ』（1986年、ファミコン） - ゲームデザイン
- 『クインティ』（1989年、ファミコン） - 取扱説明書の制作
- 『メタルマックス』（1991年、ファミコン） - 企画、シナリオ
- 『ジェリーボーイ』（1991年、スーパーファミコン） - ゲームデザイン、背景グラフィック
- 『ヨッシーのたまご』（1991年、ファミコン、ゲームボーイ） - 企画
- 『まじかる☆タルるートくん』（1992年、メガドライブ） - グラフィックデザイン、ゲームデザインアシスタント
- 『マリオとワリオ』（1993年、スーパーファミコン） - ゲームデザイン
- 『パルスマン』（1994年、メガドライブ） - ゲームデザイン、取説とパッケージの制作
- 『ポケットモンスター 赤・緑』（1996年、ゲームボーイ） - ゲームデザイン
- 『るろうに剣心 -明治剣客浪漫譚- 維新激闘編』（1996年、プレイステーション）- シナリオ
- 『ガンプル』（1997年、スーパーファミコン） - 企画、ゲームデザイン、シナリオ
- 『クリックメディック』（1999年、プレイステーション） - 企画、テキスト
- 『ACONCAGUA』（2000年、プレイステーション） - プランニングアドバイザー
- 『ポケットモンスター ルビー・サファイア』（2002年、ゲームボーイアドバンス） - シナリオ
- 『ポケットモンスター エメラルド』（2004年、ゲームボーイアドバンス） - シナリオ
- 『スクリューブレイカー 轟振どりるれろ』（2005年、GBA） - シナリオ
- 『ポケットモンスター ダイヤモンド・パール』（2006年、ニンテンドーDS） - シナリオサポート
- 『ポケットモンスター プラチナ』（2008年、ニンテンドーDS） - シナリオサポート
- 『ポケットモンスター ハートゴールド・ソウルシルバー』（2009年、ニンテンドーDS） - シナリオ
- 『桃太郎電鉄WORLD』（2010年、Nintendo DS） - シナリオサポート
- 『桃太郎伝説モバイル』（2011年、iアプリ） - シナリオリメイク
- 『ポケットモンスター ソード・シールド』（2019年、Nintendo Switch） - シナリオサポート

## 著書
- 『ゲームブック 妖怪道中記　たろすけの大冒険』1989年7月20日、電波新聞社（原案：木越郁子）
- 『コミック版 妖怪道中記』1989年10月20日、電波新聞社（作画：細貝明男）
- 『底抜け!大リーグカードの世界』2000年8月31日、彩流社
- 『ゲームフリーク』2000年9月1日、メディアファクトリー
- 『人喰い映画祭（満腹版）』2010年6月30日、辰巳出版
- 『人生のサバイバルを生き抜く映画の言葉。』2012年4月30日、美術出版社
- 『無限の本棚 手放す時代の蒐集論』2016年4月1日、アスペクト
- 『無限の本棚 手放す時代の蒐集論〈増殖版〉』2018年3月10日、ちくま文庫
- 『ゲーム ドット絵の匠 ピクセルアートのプロフェッショナルたち』2018年8月29日、ホーム社/集英社
- 『レコード越しの戦後史 歌謡曲でたどる戦後日本の精神史』2019年2月27日、P-VINE
- 『こちら葛飾区亀有公園前派出所 こちゲー ~こち亀とゲーム~ 上』 2020年10月2日、ホーム社
- 『こちら葛飾区亀有公園前派出所 こちゲー ~こち亀とゲーム~ 下』2020年10月2日、ホーム社
- 『勇者と戦車とモンスター 1978～2018 ☆ ぼくのゲーム40年史』2021年12月20日、駒草出版

## 共著
- 『ザ・シングル盤 50's〜80's』1983年12月10日、群雄社
- 『キャプテン翼　栄光へのスーパーシュート!!』1988年4月30日、ホーム社（共著者：きむらはじめ）
- 『イース・グローバル・ガイドブック』1989年8月18日、冬樹社
- 『80's アイドル・ライナーノーツ』1991年2月15日、JICC出版局（共著者：宝泉薫、松井俊夫、真鍋公彦）
- 『ポケットモンスター図鑑』1996年4月5日、アスペクト（共著者：川本ひろし、林英明）

## 編書
- 『新明解ナム語辞典』1987年12月1日、ソフトバンク（著者：西島孝徳）
- 『ファイナルファンタジー竜騎士団』1992年9月30日、JICC出版（著者：ゲームフリーク）
- 『ファイナルファンタジー竜騎士団2』1993年5月23日、JICC出版（著者：ゲームフリーク）
- 『相原コージのゲームデザイナーへの道』1994年5月20日、双葉社（著者：相原コージ、竹熊健太郎、ゲームフリーク）
- 『電視遊戯時代』1994年6月20日、ヴィレッジセンター（著者：桝山寛、大森望、佐藤大、他）
- 『ジェームズ・ディーン　青春に死す』1994年11月25日、ソニー・マガジンズ（著者：ジョン・ハウレット、吉福逸郎）
- 『架空昭和史』2024年8月6日、辰巳出版（著者：プロハンバーガー）

## 出演
- 伊集院光とらじおと（TBSラジオ） - 「アレコード」コーナーにゲスト出演、および音源提供。